# Baryssus
Baryssus är ett släkte av skalbaggar. Baryssus ingår i familjen vivlar.
Kladogram enligt Catalogue of Life:
| Baryssus | \| \| Baryssus callipygus \| \| \| \| |
|          | \| \| Baryssus callipygus \| \| \| \| |
|          | Baryssus callipygus                   |
|          |                                       |